# Верхний Гулюм
Верхний Гулюм (баш. Үрге Гөлөм) — деревня в Стерлибашевском районе Республики Башкортостан Российской Федерации. Входит в состав Янгурчинского сельсовета.

## География

### Географическое положение
Расстояние до:
- районного центра (Стерлибашево): 25 км,
- центра сельсовета (Янгурча): 6 км,
- ближайшей ж/д станции (Стерлитамак): 81 км.

## Население
| 2002 | 2009 | 2010 |
| ---- | ---- | ---- |
| 226  | ↘217 | ↗218 |

Национальный состав
Согласно переписи 2002 года, преобладающая национальность — татары (88 %).

## Религия
В деревне есть мечеть.